# Ashley Westwood
Ashley Roy Westwood (ur. 1 kwietnia 1990 w Nantwich) – angielski piłkarz występujący na pozycji pomocnika w amerykańskim klubie Charlotte FC.

## Kariera
Westwood rozpoczął swoją karierę w akademii Crewe Alexandra F.C. W kwietniu 2008 roku podpisał swój profesjonalny kontrakt z tym klubem. Został on wypożyczony do Nantwich Town. Swój debiut w Crewe zaliczył w meczu z Millwall F.C. W następnym sezonie Westwood był podstawowym zawodnikiem, gdzie rozegrał 38 meczów i strzelił 6 bramek. W tym sezonie otrzymał także pierwszą czerwoną kartkę w karierze. W grudniu podpisał 2-letni kontrakt. W sezonie 2010/11 zaliczył 46 występów strzelając tyle samo bramek. Pod koniec gry w Crewe Alexandra został kapitanem tej drużyny.

### Aston Villa
Pomimo spekulacji z transferem Westwooda do Swansea City A.F.C. zawodnik przeszedł do Aston Villi. Zadebiutował 15 września 2012.W sezonie 2012/13 zdobył bramkę samobójczą w spotkaniu przeciwko West Ham United F.C. Swojego pierwszego gola w barwach The Villians zdobył dopiero w 12 kolejce następnego sezonu podczas meczu z West Bromwich Albion. Mecz zakończył się wynikiem 2-2.

### Charlotte FC
Przyszedł do drużyny w 2023 roku. Jest obecnie jej kapitanem.